# Ulvaria
Ulvaria is een geslacht van straalvinnige vissen uit de familie van stekelruggen (Stichaeidae). Het geslacht is voor het eerst wetenschappelijk beschreven in 1896 door Jordan & Evermann.

## Soort
- Ulvaria subbifurcata (Storer, 1839)